# Hallenhockey-Europameisterschaft der Damen 2004
Die Hallenhockey-Europameisterschaft der Damen 2004 war die zwölfte Auflage der Hallenhockey-Europameisterschaft der Damen. Sie fand vom 23.–25. Januar in Eindhoven statt. Titelverteidiger Deutschland setzte sich im Finale mit 6:2 gegen die Niederlande durch. Litauen und Russland stiegen in die „B-EM“ ab.

## Vorrunde

### Gruppe A
| Rang | Land        | Tore | Punkte |
| ---- | ----------- | ---- | ------ |
| 1    | Deutschland | 18:7 | 7      |
| 2    | Belarus     | 14:8 | 7      |
| 3    | Österreich  | 8:15 | 3      |
| 4    | Tschechien  | 6:16 | 0      |

| Österreich  | – | Tschechien | 4:3 |
| Deutschland | – | Belarus    | 4:4 |
| Deutschland | – | Tschechien | 9:1 |
| Österreich  | – | Belarus    | 2:7 |
| Belarus     | – | Tschechien | 3:2 |
| Deutschland | – | Österreich | 5:2 |

### Gruppe B
| Rang | Land        | Tore | Punkte |
| ---- | ----------- | ---- | ------ |
| 1    | Niederlande | 20:5 | 9      |
| 2    | Frankreich  | 11:5 | 6      |
| 3    | Litauen     | 5:11 | 3      |
| 4    | Russland    | 3:18 | 0      |

| Litauen     | – | Niederlande | 1:7 |
| Frankreich  | – | Russland    | 6:0 |
| Litauen     | – | Russland    | 4:2 |
| Niederlande | – | Frankreich  | 5:3 |
| Litauen     | – | Frankreich  | 0:2 |
| Russland    | – | Niederlande | 1:8 |

## Halbfinale

### Kleines Halbfinale
| Litauen    | – | Tschechien | 3:4 |
| Österreich | – | Russland   | 9:2 |

### Großes Halbfinale
| Belarus     | – | Niederlande | 4:4, 2:4 n. 7-Metern |
| Deutschland | – | Frankreich  | 4:2                  |

## Platzierungsspiele

### Spiel um Platz 7
| Litauen | – | Russland | 6:4 |

### Spiel um Platz 5
| Österreich | – | Tschechien | 6:2 |

### Spiel um Platz 3
| Belarus | – | Frankreich | 1:0 |

### Finale
| Deutschland | – | Niederlande | 6:2 |